# Discografia de Roxette
A discografia da dupla de pop rock sueca Roxette consiste em nove álbuns de estúdio, oito de álbuns vídeo, sete compilações, trinta e nove singles, quarenta e um vídeos musicais e um álbum de remisturas. A dupla iniciou sua carreira musical no ano de 1986, após assinar contrato com a gravadora EMI Records, com o lançamento da canção "Neverending Love". Promovidos pelo sucesso da canção a dupla rapidamente lançou seu álbum de estréia Pearls of Passion, que obteve boa recepção na Suécia, mas conseguiu pouco sucesso em outros países.
O seu segundo ato musical, o álbum Look Sharp! de 1988, obteve grande êxito comercial chegando ao primeiro lugar na Suécia e na Noruega. O single "The Look" foi o escolhido como a canção de avanço do álbum, liderando as tabelas musicais de diversos países como Austrália, Alemanha e Estados Unidos. "Dressed for Success", "Listen to Your Heart" e "Dangerous" foram escolhidas como os singles seguintes obtendo grande destaque comercial. Look Sharp! vendeu mais de 9 milhões de cópias a nível mundial, e recebeu certificados de dupla-platina na Alemanha, na Áustria e na Suíça e sêxtupla-platina no Canadá. Devido ao seu grande destaque comercial em 1989 a dupla foi convidada a regravar a canção "It Must Have Been Love" para a trilha-sonora do filme americano Pretty Woman (Uma Linda Mulher) em 1990, a canção tornou-se um grande sucesso liderando a tabela musical Billboard Hot 100 dos Estados Unidos durante duas semanas e vindo a ser uma das canções mais bem sucedidas do ano e uma das mais reconhecidas da dupla.
Em 1991 Joyride é editado, sendo o seu álbum mais bem sucedido mundialmente vendendo cerca de 11 milhões de cópias, a faixa-título do álbum liderou as tabelas musicais de mais de dez países e recebeu certificação de platina na Suécia, seguindo-se de "Fading Like a Flower (Everytime You Leave)" que também alcançou uma ótima recepção comercial, "The Big L" e "Spending My Time" também foram lançadas mas obtiveram um desempenho mais fraco. O seu quarto álbum de estúdio Tourism é lançado em 1992, misturando canções inéditas com gravações ao vivo o álbum foi bem recebido comercialmente na Europa mas falhou em replicar o sucesso dos anteriores na América do Norte conseguindo alcançar apenas a centésima décima sétima posição na Billboard 200 americana, "How Do You Do!", "Queen of Rain" e "Fingertips" foram escolhidas para a divulgação do projeto, Tourism vendeu cerca de 6 milhões de cópias mundialmente. Crash! Boom! Bang! deu segmento a carreira da dupla tendo um desempenho moderado comparado aos anteriores, porém, falhou em figurar na Billboard 200 devido a fraca promoção dada ao disco. Na Europa Crash! Boom! Bang! obteve desempenho muito melhor liderando as tabelas na nativa Suécia e na Suíça. A canção "Sleeping in My Car" foi lançada como faixa de avanço principal conseguindo figurar na Billboard Hot 100 sendo a última canção da dupla a conseguir tal feito, vários outros singles foram lançados do álbum como  "Crash! Boom! Bang!", "Fireworks", "Run to You" e "Vulnerable" mas todas obtiveram fraco desempenho mundialmente.
Após Crash! Boom! Bang! diversas compilações da dupla foram lançadas entre elas o álbum Don't Bore Us, Get to the Chorus! que foi grande sucesso na Europa recebendo certificado de Platina em países como Reino Unido e Alemanha, as canções inéditas "You Don't Understand Me", "June Afternoon" e "She Doesn't Live Here Anymore" juntamente com a regravação da canção "The Look" foram lançadas como singles. Baladas en Español foi lançada em 1996 como uma coletânea de regravações em espanhol da dupla, com a regravação de "It Must Have Been Love" intitulada "No Sé Si Es Amor" obtendo destaque, o álbum foi bem recebido na América Latina e recebeu certificação de ouro no Brasil. Após um hiato de quase cinco anos a dupla lança o álbum Have a Nice Day em 1999, embora o álbum tenho figurado no primeiro lugar na Suécia obteve um desempenho modesto comparado aos álbuns anteriores, vendendo apenas 2,2 milhões de cópias mundialmente, para promove-lo os singles "Wish I Could Fly", "Anyone", "Stars" e "Salvation" foram lançados. Room Service o oitavo álbum da dupla é lançado em 2001 tendo um fraco desempenho mundial vendendo 1,5 milhões de cópias, canção "The Centre of the Heart" liderou a tabela de singles da Suécia sendo a terceira e última canção de Roxette a conseguir o feito. Ao longo dos anos 2000 apenas algumas compilações foram lançadas como The Ballad Hits e The Pop Hits''.
Após outro longo hiato o álbum Charm School é editado em 2011 obtendo certo sucesso comercial, dentre os singles do álbum apenas "She's Got Nothing On (But the Radio)" obteve algum destaque. Travelling é editado em 2012 como o décimo álbum da dupla conseguindo um desempenho semelhante ao do anterior. Ao longo de sua carreira Roxette vendeu cerca de 75 milhões de discos se tornando o segundo ato musical mais bem sucedido da história da Suécia, atrás apenas do grupo musical de europop ABBA.

## Álbuns de estúdio
| Ano                        | Título | Posição | Posição | Posição | Posição | Posição | Posição | Posição | Posição | Posição | Posição | Posição | Posição | Vendas                                                                                         |
| Ano                        | Título | SUE     | AUS     | AUT     | CAN     | DIN     | FIN     | ALE     | HOL     | NOR     | SUI     | RU      | US      | Vendas                                                                                         |
| -------------------------- | --- | ------- | ------- | ------- | ------- | ------- | ------- | ------- | ------- | ------- | ------- | ------- | ------- | ---------------------------------------------------------------------------------------------- |
| 1986                       | Pearls of Passion - Lançamento: 31 de outubro de 1986 - Gravadora: EMI (EMI / #136245 / #7464592) - Formato: CD, Cassette, LP            | 2       | —       | —       | —       | —       | —       | —       | —       | —       | —       | —       | —       | - World: 800,000                                                                               |
| 1988                       | Look Sharp! - Lançamento: 19 de outubro de 1988 - Gravadora: EMI (EMI / #791098) - Formato: CD, Cassette, LP                             | 1       | 2       | 3       | 8       | —       | —       | 7       | —       | 1       | 4       | 2       | 23      | - World: 9,000,000 - CAN: 600,000 - ALE: 1 milhão - RU: 300,000 + - EUA: 1 milhão +            |
| 1991                       | Joyride - Lançamento: 28 de março de 1991 - Gravadora: EMI (EMI / #796048) - Formato: CD, Cassette, LP                                   | 1       | 2       | 1       | 1       | —       | —       | 1       | —       | 1       | 2       | 2       | 12      | - World: 11,000,000 - CAN: 500,000 + - ALE: 1.7 milhões + - RU: 600,000 + - EUA: 1.3 milhões + |
| 1992                       | Tourism 1 - Lançamento: 28 de agosto de 1992 - Gravadora: EMI (EMI / #799929) - Formato: CD, Cassette, LP                                | 1       | 3       | 2       | 19      | —       | —       | 1       | 41      | 1       | 1       | 2       | 117     | - World: 6,000,000 - CAN: 100,000 + - ALE: 750,000 + - RU: 100,000 + - EUA: 273,000 +          |
| 1994                       | Crash! Boom! Bang! - Lançamento: 9 de abril de 1994 - Gravadora: EMI (EMI / #828727) - Formato: CD, Cassette, LP                         | 1       | 3       | 3       | 13      | —       | —       | 2       | 6       | 6       | 1       | 3       | —       | - World: 5,000,000 - IFPI (UE) 1 milhão + - ALE: 500,000 + - RU: 100,000 + - EUA: 46,000 +     |
| 1999                       | Have a Nice Day - Lançamento: 9 de março de 1999 - Gravadora: EMI (Roxette Recordings / EMI / #498853 / #523309) - Formato: CD, Cassette | 1       | 62      | 3       | —       | —       | 8       | 2       | 12      | 6       | 2       | 28      | —       | - World: 2,200,000 - ALE:250,000 +                                                             |
| 2001                       | Room Service - Lançamento: 3 de abril de 2001 - Gravadora: EMI (Roxette Recordings / EMI / #532043) - Formato: CD, Cassette              | 1       | —       | 4       | —       | 12      | 10      | 3       | 80      | 7       | 2       | 120     | —       | - World: 1,500,000 - ALE: 150,000 +                                                            |
| 2011                       | Charm School - Lançamento: 11 de fevereiro de 2011 - Gravadora: EMI - Formato: CD, LP                                                    | 2       | 49      | 2       | —       | 11      | 22      | 21      | 21      | 26      | 1       | 122     | —       | - World: 1,000,000 - ALE: 200,000 + - BRA: 5,000 + - SUE: 50,000 +                             |
| 2012                       | Travelling - Lançamento: março de 2012 - Gravadora: Capitol Records (EMI / #136245 / #7464592) - Formato: CD, Download digital           | 7       | —       | 15      | —       | 30      | 27      | 7       | 32      | 36      | 12      | 143     | —       |                                                                                                |
| "—" não chegou às paradas. | |         |         |         |         |         |         |         |         |         |         |         |         |                                                                                                |

Notas:
1:Tourism é muitas vezes confundido como sendo um álbum ao vivo, mas apenas quatro faixas são gravadas ao vivo.

## Remix
| Ano                        | Título | Posição | Posição | Posição | Posição | Posição | Posição | Posição | Posição | Posição | Posição | Posição | Posição | Vendas |
| Ano                        | Título | SUE     | AUS     | AUT     | CAN     | DIN     | FIN     | ALE     | HOL     | NOR     | SUI     | RU      | US      | Vendas |
| -------------------------- | --- | ------- | ------- | ------- | ------- | ------- | ------- | ------- | ------- | ------- | ------- | ------- | ------- | ------ |
| 1987                       | Dance Passion - Lançamento: 27 de março de 1987 - Gravadora: EMI (EMI / #1362611) - Formato: CD (bootleg), Cassette, LP | 19      | —       | —       | —       | —       | —       | —       | —       | —       | —       | —       | —       |        |
| "—" não chegou às paradas. | |         |         |         |         |         |         |         |         |         |         |         |         |        |

## Demos
| Ano                        | Título | Posição | Posição | Posição | Posição | Posição | Posição | Posição | Posição | Posição | Posição | Posição | Posição | Vendas |
| Ano                        | Título | SUE     | AUS     | AUT     | CAN     | DIN     | FIN     | ALE     | HOL     | NOR     | SUI     | RU      | US      | Vendas |
| -------------------------- | --- | ------- | ------- | ------- | ------- | ------- | ------- | ------- | ------- | ------- | ------- | ------- | ------- | ------ |
| 2011                       | Charm School Revisited - Lançamento: 28 de novembro de 2011 - Gravadora: EMI (Roxette Recordings) - Formato: CD duplo | —       | —       | —       | —       | —       | —       | —       | —       | —       | —       | —       | —       |        |
| "—" não chegou às paradas. | |         |         |         |         |         |         |         |         |         |         |         |         |        |

## Compilações
| Ano                        | Título | Posição | Posição | Posição | Posição | Posição | Posição | Posição | Posição | Posição | Posição | Posição | Posição | Vendas                                                                                                  |
| Ano                        | Título | SUE     | AUS     | AUT     | CAN     | DIN     | FIN     | ALE     | HOL     | NOR     | SUI     | RU      | US      | Vendas                                                                                                  |
| -------------------------- | --- | ------- | ------- | ------- | ------- | ------- | ------- | ------- | ------- | ------- | ------- | ------- | ------- | --- |
| 1995                       | Rarities - Lançamento: 17 de fevereiro de 1995 - Gravadora: EMI (EMI / #832277) - Formato: CD, Cassette                                                                        | —       | —       | —       | —       | —       | —       | —       | —       | —       | —       | —       | —       | |
| 1995                       | Don't Bore Us, Get to the Chorus! - Lançamento: 20 de dezembro de 1995 - Gravadora: EMI (EMI / #835466) - Formato: CD, Cassette, LP                                            | 2       | 10      | 4       | 36      | —       | 2       | 7       | 12      | 14      | 2       | 5       | —       | - RU: 300,000 + - BRA: 250,000 + - CAN: 50,000 - ALE: 500,000 + - IFPI (UE): 1 milhão + - EUA: 78,000 + |
| 1996                       | Baladas En Español - Lançamento: 2 de dezembro de 1996 - Gravadora: EMI (EMI / #854414) - Formato: CD, Cassette                                                                | —       | —       | —       | —       | —       | —       | —       | —       | —       | —       | —       | —       | - BRA: 100,000 + - EUA: 13,000 +                                                                        |
| 2002                       | The Ballad Hits - Lançamento: 4 de novembro de 2002 - Gravadora: EMI (Roxette Recordings / EMI / #542798 / #541857) - Formato: CD, Cassette                                    | 5       | —       | 16      | —       | 3       | 15      | 10      | 4       | 8       | 8       | 11      | —       | - BRA: 50,000 + - RU: 60,000 + - EUA: 14,000 +                                                          |
| 2003                       | The Pop Hits - Lançamento: 24 de março de 2003 - Gravadora: EMI (Roxette Recordings / #58215) - Formato: CD, Cassette                                                          | 16      | —       | 32      | —       | 17      | 40      | 22      | 27      | 13      | 27      | 84      | —       | - BRA: 50,000 +                                                                                         |
| 2003                       | The Pop Hits & Ballad Hits & The Complete Video Collection - Lançamento: 29 de outubro de 2003 - Gravadora: EMI (Roxette Recordings) - Formato: 2 × CD & DVD                   | —       | —       | —       | —       | —       | —       | —       | —       | —       | —       | —       | —       | |
| 2006                       | A Collection of Roxette Hits: Their 20 Greatest Songs! - Lançamento: 18 de outubro de 2006 - Gravadora: EMI (Roxette Recordings / #3827022 / #3713822) - Formato: CD, Cassette | 2       | 93      | 8       | —       | 9       | 40      | 21      | 48      | 7       | 7       | 22      | —       | |
| 2006                       | The Rox Box / Roxette 86-06 - Lançamento: 18 de outubro de 2006 - Gravadora: EMI (Roxette Recordings / #3679722) - Formato: 4 × CD & DVD                                       | 20      | —       | —       | —       | —       | —       | —       | —       | —       | —       | —       | —       | |
| 2011                       | Greatest Hits - Lançamento: 26 de julho de 2011 - Gravadora: Capitol Records (Roxette Recordings) - Formato: CD                                                                | —       | —       | —       | —       | —       | —       | —       | —       | —       | —       | —       | —       | |
| "—" não chegou às paradas. | |         |         |         |         |         |         |         |         |         |         |         |         | |

### Certificação de álbuns
| - Look Sharp! Áustria: 2× Platina Canadá: 6× Platina Finlândia: Platina Alemanha: 2× Platina Holanda: Ouro Suécia: Platina Suíça: 2× Platina RU: Platina EUA: Platina - Joyride Áustria: 3× Platina Canadá: 5× Platina Finlândia: 2× Platina Alemanha: 3× Platina Holanda: Platina Suécia: Platina Suíça: 4× Platina RU: 2× Platina EUA: Platina - Tourism Áustria: Platina Canadá: Platina Finlândia: Ouro Alemanha: Platina Holanda: Ouro Espanha: Platina Suécia: Platina Suíça: Platina RU: Ouro | - Crash! Boom! Bang! Áustria: Platina Europa: Platina Finlândia: Platina Alemanha: Platina Holanda: Ouro Polónia: Ouro Suécia: Platina Suíça: Platina RU: Ouro 1 - Don't Bore Us, Get to the Chorus! Argentina: Ouro Áustria: Ouro Brasil: Platina Canadá: Ouro Europa: Platina Finlândia: Platina Alemanha: Platina Polónia: Ouro Suécia: Platina Suíça: Platina RU: Platina - Baladas En Español Brasil: Ouro - Have a Nice Day Áustria: Ouro Alemanha: Ouro Noruega: Ouro Espanha: Platina Suécia: Platina Suécia: Platina | - Room Service Finlândia: Ouro Alemanha: Ouro Espanha: Ouro Suécia: Platina Suíça: Ouro - The Ballad Hits Brasil: Ouro Suécia: Ouro Suíça: Ouro RU: Prata - The Pop Hits Brasil: Ouro - A Collection of Roxette Hits: Their 20 Greatest Songs! Suécia: Ouro Holanda: Ouro Suíça: Ouro |

Notas:
1: Devido ao erro da página oficial da BPI, a certificação de Ouro do álbum Crash! Boom! Bang!' está escondida na vista normal. Clicando em More Info >> aparece a certificação de Ouro.

## Singles
| Ano  | Single                                        | Posição | Posição    | Posição   | Posição | Posição | Posição | Posição | Posição | Posição | Posição |    | Álbum                                                   |
| Ano  | Single                                        | RU      | US Hot 100 | US Hot AC | AUS     | ALE     | AUT     | SUI     | SUE     | NOR     | IRL     | BR | Álbum                                                   |
| ---- | --------------------------------------------- | ------- | ---------- | --------- | ------- | ------- | ------- | ------- | ------- | ------- | ------- | -- | ------------------------------------------------------- |
| 1986 | "Neverending Love"                            | —       | —          | —         | —       | —       | —       | —       | 3       | —       | —       | —  | Pearls of Passion                                       |
| 1986 | "Goodbye to You"                              | —       | —          | —         | —       | —       | —       | —       | 9       | —       | —       | —  | Pearls of Passion                                       |
| 1987 | "Soul Deep"                                   | —       | —          | —         | —       | —       | —       | —       | 18      | —       | —       | —  | Pearls of Passion                                       |
| 1987 | "It Must Have Been Love"                      | —       | —          | —         | —       | —       | —       | —       | 4       | —       | —       | —  |                                                         |
| 1988 | "I Call Your Name"                            | —       | —          | —         | —       | —       | —       | —       | —       | —       | —       | —  | Pearls of Passion                                       |
| 1989 | "The Look"                                    | 7       | 1          | —         | 1       | 1       | 2       | 1       | 6       | 1       | 10      | 1  | Look Sharp!                                             |
| 1989 | "Dressed for Success" 1                       | 18      | 14         | —         | 3       | 16      | 6       | 4       | 2       | —       | 14      | 3  | Look Sharp!                                             |
| 1989 | "Listen to Your Heart" 2                      | 6       | 1          | 2         | 10      | 7       | 2       | 8       | 3       | —       | 5       | 1  | Look Sharp!                                             |
| 1989 | "Chances"                                     | —       | —          | —         | —       | —       | —       | —       | —       | —       | —       | —  | Look Sharp!                                             |
| 1989 | "Dangerous" 2                                 | 6       | 2          | 21        | 9       | 8       | 8       | 10      | 9       | —       | —       | 1  | Look Sharp!                                             |
| 1990 | "It Must Have Been Love" 3                    | 3       | 1          | 2         | 1       | 4       | 3       | 1       | 4       | 1       | 5       | 1  | Pretty Woman                                            |
| 1991 | "Joyride"                                     | 4       | 1          | 21        | 1       | 1       | 1       | 1       | 1       | 1       | 9       | 1  | Joyride                                                 |
| 1991 | "Fading Like a Flower (Every Time You Leave)" | 12      | 2          | 5         | 7       | 5       | 6       | 3       | 5       | 4       | 4       | 1  | Joyride                                                 |
| 1991 | "The Big L"                                   | 21      | —          | —         | 20      | 13      | 11      | 13      | 10      | —       | 9       | 3  | Joyride                                                 |
| 1991 | "Spending My Time"                            | 22      | 32         | 20        | 16      | 9       | 16      | 15      | 11      | —       | 23      | 1  | Joyride                                                 |
| 1992 | "Church of Your Heart"                        | 21      | 36         | 24        | 55      | 28      | 24      | —       | 21      | —       | 24      | 13 | Joyride                                                 |
| 1992 | "How Do You Do!"                              | 13      | 58         | —         | 13      | 2       | 2       | 2       | 2       | 1       | 15      | 1  | Tourism                                                 |
| 1992 | "Queen of Rain"                               | 28      | —          | —         | 66      | 19      | —       | 27      | 12      | —       | —       | 4  | Tourism                                                 |
| 1993 | "Fingertips '93"                              | —       | —          | —         | —       | 45      | —       | —       | 39      | —       | —       | —  | Tourism                                                 |
| 1993 | "Almost Unreal"                               | 7       | 94         | —         | 17      | 20      | 20      | 15      | 8       | 6       | 5       | 14 | Super Mario Bros.                                       |
| 1994 | "Sleeping in My Car"                          | 14      | 50         | —         | 18      | 11      | 6       | 7       | 1       | 3       | 16      | 10 | Crash! Boom! Bang!                                      |
| 1994 | "Crash! Boom! Bang!"                          | 26      | —          | —         | 73      | 31      | 19      | —       | 17      | —       | —       | 1  | Crash! Boom! Bang!                                      |
| 1994 | "Fireworks"                                   | 30      | —          | —         | 68      | 51      | 18      | —       | 34      | —       | —       | —  | Crash! Boom! Bang!                                      |
| 1994 | "Run to You"                                  | 27      | —          | —         | 49      | 51      | —       | 31      | —       | —       | —       | 8  | Crash! Boom! Bang!                                      |
| 1995 | "Vulnerable"                                  | 44      | —          | —         | —       | 71      | —       | —       | 12      | —       | —       | 1  | Crash! Boom! Bang!                                      |
| 1995 | "You Don't Understand Me"                     | 42      | —          | —         | —       | 44      | 25      | —       | 9       | —       | —       | 2  | Don't Bore Us, Get to the Chorus!                       |
| 1995 | "The Look" 4                                  | 28      | —          | —         | —       | —       | —       | —       | —       | —       | —       | —  | Don't Bore Us, Get to the Chorus!                       |
| 1995 | "June Afternoon"                              | 52      | —          | —         | —       | 57      | —       | 35      | 24      | —       | —       | 6  | Don't Bore Us, Get to the Chorus!                       |
| 1996 | "She Doesn't Live Here Anymore"               | —       | —          | —         | —       | 86      | —       | —       | —       | —       | —       | 23 | Don't Bore Us, Get to the Chorus!                       |
| 1996 | "Un Día Sin Ti"                               | —       | —          | —         | —       | —       | —       | —       | —       | —       | —       | 1  | Baladas En Español                                      |
| 1997 | "No Sé Si Es Amor"                            | —       | —          | —         | —       | —       | —       | —       | —       | —       | —       | 1  | Baladas En Español                                      |
| 1999 | "Wish I Could Fly"                            | 11      | —          | 27        | 57      | 26      | 11      | 12      | 4       | 13      | —       | 1  | Have a Nice Day                                         |
| 1999 | "Anyone"                                      | —       | —          | —         | —       | 62      | —       | 30      | 35      | —       | —       | 4  | Have a Nice Day                                         |
| 1999 | "Stars"                                       | 56      | —          | —         | —       | 23      | —       | 28      | 13      | 11      | —       | 16 | Have a Nice Day                                         |
| 1999 | "Salvation"                                   | —       | —          | —         | —       | 80      | —       | —       | 46      | 72      | —       | —  | Have a Nice Day                                         |
| 2001 | "The Centre of the Heart"                     | —       | —          | —         | —       | 31      | 30      | 28      | 1       | 5       | —       | 27 | Room Service                                            |
| 2001 | "Real Sugar"                                  | —       | —          | —         | —       | 96      | —       | 72      | 23      | 19      | —       | —  | Room Service                                            |
| 2001 | "Milk and Toast and Honey"                    | 89      | —          | —         | —       | 54      | —       | 29      | 21      | 36      | —       | 1  | Room Service                                            |
| 2002 | "A Thing About You"                           | 77      | —          | —         | —       | 37      | 39      | 35      | 14      | 40      | —       | 4  | The Ballad Hits                                         |
| 2003 | "Opportunity Nox"                             | —       | —          | —         | —       | 69      | —       | 87      | 11      | —       | —       | 23 | The Pop Hits                                            |
| 2005 | "Fading Like A Flower"                        | 18      | —          | —         | —       | —       | —       | —       | 41      | —       | 13      | 27 | Dancing DJ's vs Roxette                                 |
| 2006 | "The Rox Medley"                              | —       | —          | —         | —       | —       | —       | —       | —       | 19      | —       | —  | B-side de "One Wish"                                    |
| 2006 | "One Wish"                                    | —       | —          | —         | —       | 50      | 56      | 56      | 2       | —       | —       | 46 | A Collection of Roxette Hits! - Their 20 Greatest Songs |
| 2007 | "Reveal"                                      | —       | —          | —         | —       | —       | —       | —       | 59      | —       | —       | —  | A Collection of Roxette Hits! - Their 20 Greatest Songs |
| 2011 | "She's Got Nothing On (But the Radio)"        | —       | —          | —         | —       | 10      | 9       | 19      | —       | —       | —       | 37 | Charm School                                            |
| 2011 | "Speak to Me"                                 | —       | —          | —         | —       | —       | —       | —       | —       | —       | —       | —  | Charm School                                            |
| 2011 | "Way Out"                                     | —       | —          | —         | —       | —       | —       | —       | —       | —       | —       | —  | Charm School                                            |
| 2011 | "No One Makes It On Her Own"                  | —       | —          | —         | —       | —       | —       | —       | —       | —       | —       | —  | Charm School                                            |
| 2012 | "It's Possible"                               | —       | —          | —         | —       | —       | —       | —       | —       | —       | —       | —  | Travelling                                              |
| 2012 | "—" não chegou às paradas.                    |         |            |           |         |         |         |         |         |         |         |    | Travelling                                              |

Notes:

1: "Dressed for Success" foi originalmente lançado no Reino Unido em 1989, atingindo o nº 48.

2: "Dangerous"/"Listen to Your Heart" foi um duplo lado-A no Reino Unido em 1990. "Listen to Your Heart" atingiu originalmente o nº 62 in 1989.

3: "It Must Have Been Love" foi relançado no Reino Unido em 1993.

4: "The Look '95" foi lançado apenas no Reino Unido, juntamente com Don't Bore Us, Get to the Chorus!.

### Certificação de singles
| - "The Look" Canadá: Ouro Suécia: Ouro EUA: Ouro - "Dressed for Success" Canadá: Ouro Suécia: Ouro - "Listen to Your Heart" Áustria: Ouro Suécia: Ouro - "It Must Have Been Love" Áustria: Ouro Alemanha: Ouro Suécia: Ouro RU: Prata EUA: Ouro | - "Joyride" Áustria: Ouro Canadá: Ouro Alemanha: Ouro Suécia: Platina - "How Do You Do!" Suécia: Platina - "Sleeping in My Car" Suécia: Ouro - "Wish I Could Fly" Suécia: Ouro - "Stars" Suécia: Ouro - "The Centre of the Heart" Suécia: Platina |

## Álbuns vídeo
| Ano  | Título | Certificação       |
| ---- | --- | ------------------ |
| 1989 | Sweden Live - Lançamento: 17 de fevereiro de 1989 - Gravadora: Toshiba EMI - Formato: VHS, Laserdisc                                                                     |                    |
| 1989 | Look Sharp Live! - Lançamento: outubro de 1989 - Gravadora: Picture Music International - Formato: VHS                                                                   | EUA: Ouro          |
| 1991 | The Videos - Lançamento: 16 de novembro de 1991 - Gravadora: Picture Music International - Formato: VHS, Laserdisc                                                       |                    |
| 1992 | Live-Ism - Lançamento: 5 de outubro de 1992 - Gravadora: Picture Music International - Formato: VHS, Laserdisc                                                           | Alemanha: Ouro     |
| 1995 | Don't Bore Us - Get to the Chorus! Roxette's Greatest Video Hits - Lançamento: 20 de dezembro de 1995 - Gravadora: Picture Music International - Formato: VHS, Laserdisc |                    |
| 1996 | Crash! Boom! Live! - Lançamento: 19 de setembro de 1996 - Gravadora: Picture Music International - Formato: VHS, Laserdisc                                               |                    |
| 2001 | All Videos Ever Made & More! - Lançamento: 19 de novembro de 2001 - Gravadora: EMI - Formato: DVD                                                                        |                    |
| 2003 | Ballad & Pop Hits - Lançamento: 17 de novembro de 2003 - Gravadora: EMI - Formato: DVD                                                                                   | Argentina: Platina |

## Videoclipes
| Ano  | Título                                               | Director                    |
| ---- | ---------------------------------------------------- | --------------------------- |
| 1987 | "Neverending Love" (Versão 1)                        | ?                           |
| 1987 | "Neverending Love" (Versão 2)                        | Rikard Petrelius            |
| 1987 | "Soul Deep"                                          | Rikard Petrelius            |
| 1988 | "I Call Your Name"                                   | Jeroen Kamphoff             |
| 1988 | "Chances"                                            | Jeroen Kamphoff             |
| 1988 | "The Look" (Versão 1)                                | Mats Jonstam                |
| 1989 | "The Look" (Versão 2)                                | Peter Heath                 |
| 1989 | "Dressed for Success"                                | Peter Heath                 |
| 1989 | "Listen to Your Heart"                               | Doug Freel                  |
| 1989 | "Dangerous"                                          | Doug Freel                  |
| 1989 | "Silver Blue"                                        | Doug Freel                  |
| 1990 | "It Must Have Been Love"                             | Doug Freel                  |
| 1991 | "Joyride"                                            | Doug Freel                  |
| 1991 | "Fading Like a Flower (Every Time You Leave)"        | Doug Freel                  |
| 1991 | "The Big L"                                          | Anders Skog                 |
| 1991 | "Spending My Time"                                   | Wayne Isham                 |
| 1991 | "(Do You Get) Excited?"                              | Wayne Isham                 |
| 1992 | "Church of Your Heart"                               | Wayne Isham                 |
| 1992 | "How Do You Do!"                                     | Anders Skog                 |
| 1992 | "Queen of Rain"                                      | Matt Murray                 |
| 1993 | "Fingertips '93"                                     | Jonas Åkerlund              |
| 1993 | "Almost Unreal"                                      | Michael Geoghegan           |
| 1994 | "Sleeping in My Car"                                 | Michael Geoghegan           |
| 1994 | "Crash! Boom! Bang!"                                 | Michael Geoghegan           |
| 1994 | "Fireworks"                                          | Michael Geoghegan           |
| 1994 | "Run to You"                                         | Jonas Åkerlund              |
| 1995 | "Vulnerable"                                         | Jonas Åkerlund              |
| 1995 | "You Don't Understand Me"                            | Greg Masuak                 |
| 1995 | "June Afternoon"                                     | Jonas Åkerlund              |
| 1996 | "She Doesn't Live Here Anymore"                      | Jonas Åkerlund              |
| 1996 | "Un Día Sin Ti"                                      | Jonas Åkerlund              |
| 1999 | "Wish I Could Fly"                                   | Jonas Åkerlund              |
| 1999 | "Anyone"                                             | Jonas Åkerlund              |
| 1999 | "Stars"                                              | Anton Corbijn               |
| 1999 | "Salvation"                                          | Anton Corbijn               |
| 2001 | "The Centre of the Heart (Is a Suburb to the Brain)" | Jonas Åkerlund              |
| 2001 | "Real Sugar"                                         | Jesper Hiro                 |
| 2001 | "Milk and Toast and Honey"                           | Jesper Hiro                 |
| 2002 | "A Thing About You"                                  | Jonas Åkerlund              |
| 2003 | "Opportunity Nox"                                    | Jonas Åkerlund John Murray  |
| 2006 | "One Wish"                                           | Jonas Åkerlund              |
| 2011 | "She's Got Nothing On (But The Radio)"               | Mats Udd                    |
| 2011 | "Way Out"                                            |                             |
| 2011 | "Speak to Me"                                        |                             |
| 2011 | "No One Makes It On Her Own"                         |                             |
| 2012 | "It's Possible"                                      | David Nord & Boris Nawratil |
| 2012 | "The Sweet Hello, The Sad Goodbye' 12"               | Kelrrey                     |